# Mahmudiye (1829)
Le Mahmudiye était un navire de ligne de la marine ottomane. C'était un vaisseau de 128 cannons à trois mâts et trois ponts-batteries, ce qui pourrait peut-être considéré comme l'un des rares vaisseau de première classe terminé. Un lion rugissant comme figure de proue, le Mahmudiye était destiné à reconstituer le moral de la nation après la perte de la flotte lors de la bataille de Navarin en 1827. Le navire amiral fut pendant de nombreuses années le plus grand navire de guerre du monde.

## Caractéristiques
De 201 × 56 kadem (1 kadem (en) = 37,887 cm) ou 76,15 m ×21,22 m le navire de ligne transportait 1 280 marins à son bord.
C'était un navire de ligne de 120 canons — des canons pesant de 3 livres et des canons massifs 500 livres — qui tiraient des boulets en pierre. Ces canons étaient montés sur la bordée sur trois ponts. Au moment de son achèvement, C'était le plus grand voilier jamais construit.

## Service
Il fut construit par l'architecte naval Mehmet Kalfa et l'ingénieur naval Mehmet Efendi sur l'ordre de Mahmud II (règne entre 1808 – 1839) à l'Arsenal impérial, sur la Corne d'Or à Constantinople

### Guerres égypto-ottomanes

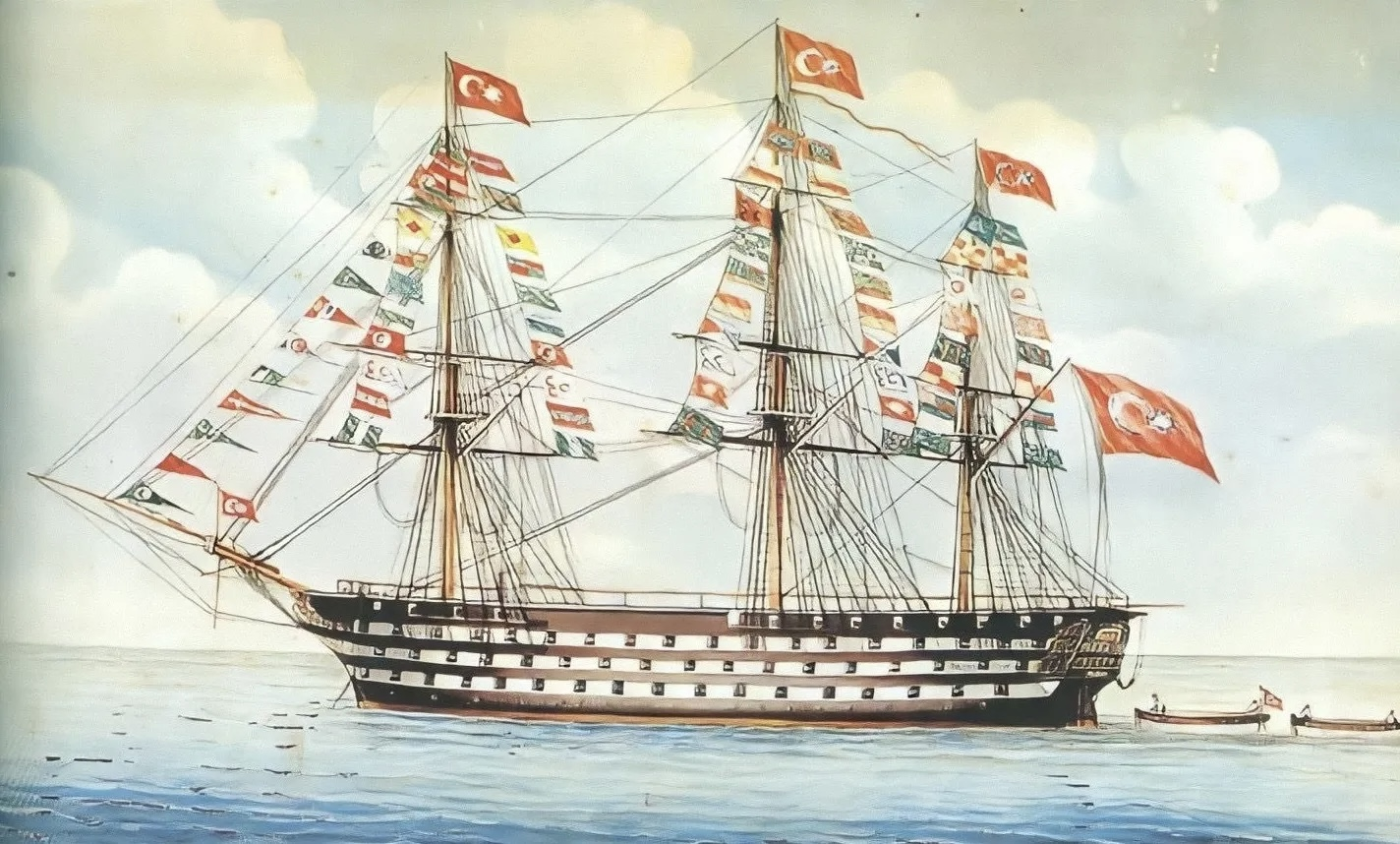
Mahmudiye

Au début de la première guerre égypto-ottomane en 1831, provoquée par l'invasion égyptienne de la Palestine, le Mahmudiye était déjà en mauvais état, bien qu'il n'ait que quelques années. Une grande partie de sa coque était atteinte par la pourriture sèche, bien qu'il ait toujours servi de vaisseau amiral ottoman pendant la guerre. Pendant la guerre, la flotte ottomane, ainsi qu'une escadre de la Royal Navy britannique, bloquèrent la principale base navale égyptienne d'İskenderun. Cela comprit un bombardement à longue portée le 18 août 1831. La guerre prit fin en 1833 à la suite de l'intervention de la Russie au nom du gouvernement ottoman et des pressions de la Grande-Bretagne, de la France et de l'Autriche pour le retrait de l'Égypte, mais des tensions non résolues entre la Province ottomane d'Égypte et le gouvernement central entraînèrent la deuxième guerre égypto-ottomane. de 1839-1841.
Après la mort du sultan Mahmoud II le 1er juillet 1839, une lutte de pouvoir interne aboutit à l'installation du pro-russe Husrev Pacha sous le sultan Abdülmecid Ier . Le 4 juillet 1839, le commandant de la flotte ottomane, mécontent de l'influence russe dans le nouveau gouvernement, décida de transférer le gros de la flotte ottomane, compris le Mahmudiye, du côté égyptien. Il mit le cap sur la baie de Beşik, où se trouvait une flotte internationale composée de navires de guerre britanniques, français et russes. Avec l'aide des Français pro-égyptiens, il déplaça ensuite la flotte à Kos, où il entama des négociations avec l'Égypte, pour qu'elle accepte la flotte à İskenderun le 14 juillet ,. Un an plus tard, en juillet 1840, les Britanniques lancèrent un ultimatum à l'Égypte pour qu'elle restitue les navires et livre le Levant au gouvernement ottoman; les Égyptiens refusèrent et la Royal Navy donc bombarda tous les principaux ports de la région, aboutissant au bombardement d'Acre le 1er novembre. Ce qui força les Égyptiens à capituler et, le 27 novembre, Mahmudiye et le reste des navires ottomans furent libérés pour retourner à Constantinople.

### Carrière ultérieure
Le Mahmudiye participa au siège de Sébastopol (1854-1855) pendant la guerre de Crimée (1854-1856) sous le commandement de l'amiral de la flotte Kayserili Ahmet Pacha. Il reçut le titre de Gazis à la suite de sa mission réussie à Sébastopol.
Avec l'introduction de la vapeur à la fin des années 1840, la conversion du pur navire à voile en bateau à vapeur fut envisagée. Lors de l'inspection de la coque en Grande-Bretagne à la fin des années 1850, cependant, il fut découvert qu'elle était gravement pourrie et qu'elle ne valait pas la peine d'être reconstruite. La machinerie qui avait été attribuée à Mahmudiye fut plutôt été installée sur la frégate Mubir-i Sürur (en).
Pendant la guerre russo-turque de 1877–1878, le Mahmudiye fut mis en service comme transport de troupes, car le gouvernement manquait de navires de transport suffisants. La grande taille du navire en faisait un moyen de transport efficace, en raison de sa capacité à transporter un grand nombre de troupes. Le 27 décembre, quatre vedettes lance-torpilles russes attaquèrent le Mahmudiye et le navire cuirassé Asar-i Tevfik alors qu'ils étaient amarrés à Batoumi, mais toutes leurs attaques échouèrent .